# (274302) Abaházi
(274302) Abaházi est un astéroïde de la ceinture principale.

## Description
(274302) Abaházi est un astéroïde de la ceinture principale. Il fut découvert le 24 août 2008 à Piszkéstető par Krisztián Sárneczky. Il présente une orbite caractérisée par un demi-grand axe de 3,09 UA, une excentricité de 0,09 et une inclinaison de 10,3° par rapport à l'écliptique.